# Laterns

Laterns je mjesto u Austriji u saveznoj pokrajini Vorarlbergu.

## Jezik
Stanovnici Laternsa govore alemanski dijalekt.

## Religija
Većina stanovništva su rimokatolici.

## Povijest
1177. godine Laterns se prvi put spominje kao Montem Clauturni.

## Stanovništvo
Laterns je mjesto sa 682 stanovnika.

## Vanjske poveznice
- Službene stranice Laternsa